# Cyamopsis tetragonoloba
Cyamopsis tetragonoloba också känd som Guar, är en ärtväxtart som först beskrevs av Carl von Linné, och fick sitt nu gällande namn av Paul Hermann Wilhelm Taubert. Cyamopsis tetragonoloba ingår i släktet Cyamopsis, och familjen ärtväxter. Inga underarter finns listade i Catalogue of Life. Används i tillverkningen av guarkärnmjöl.

## Bildgalleri

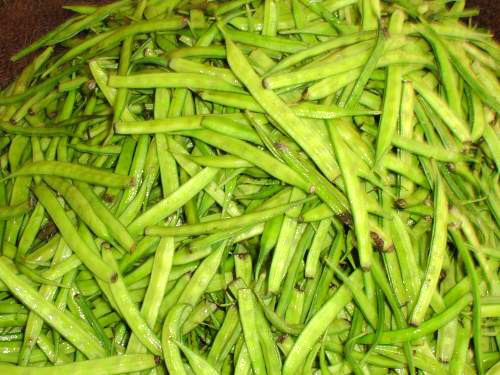
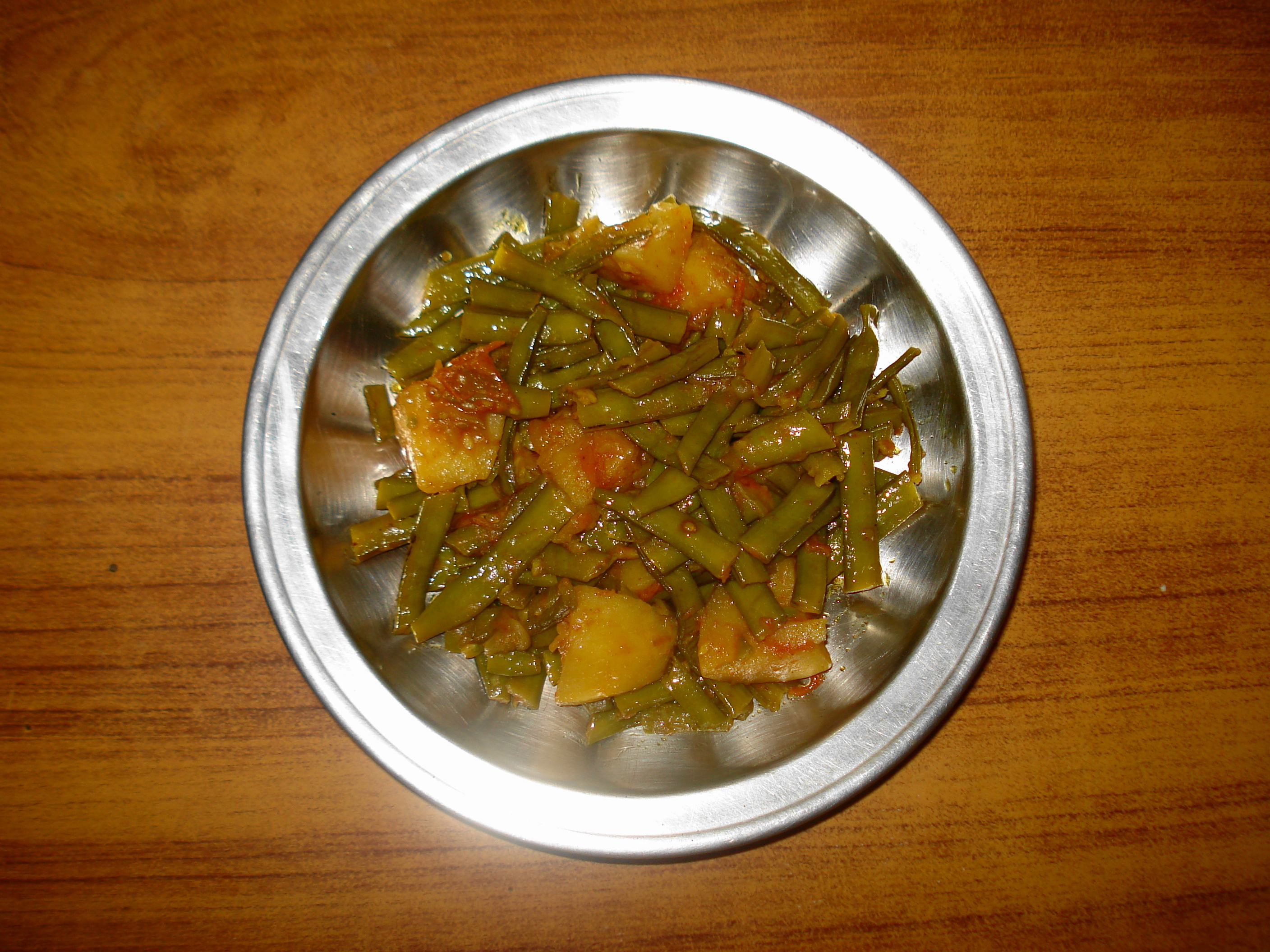
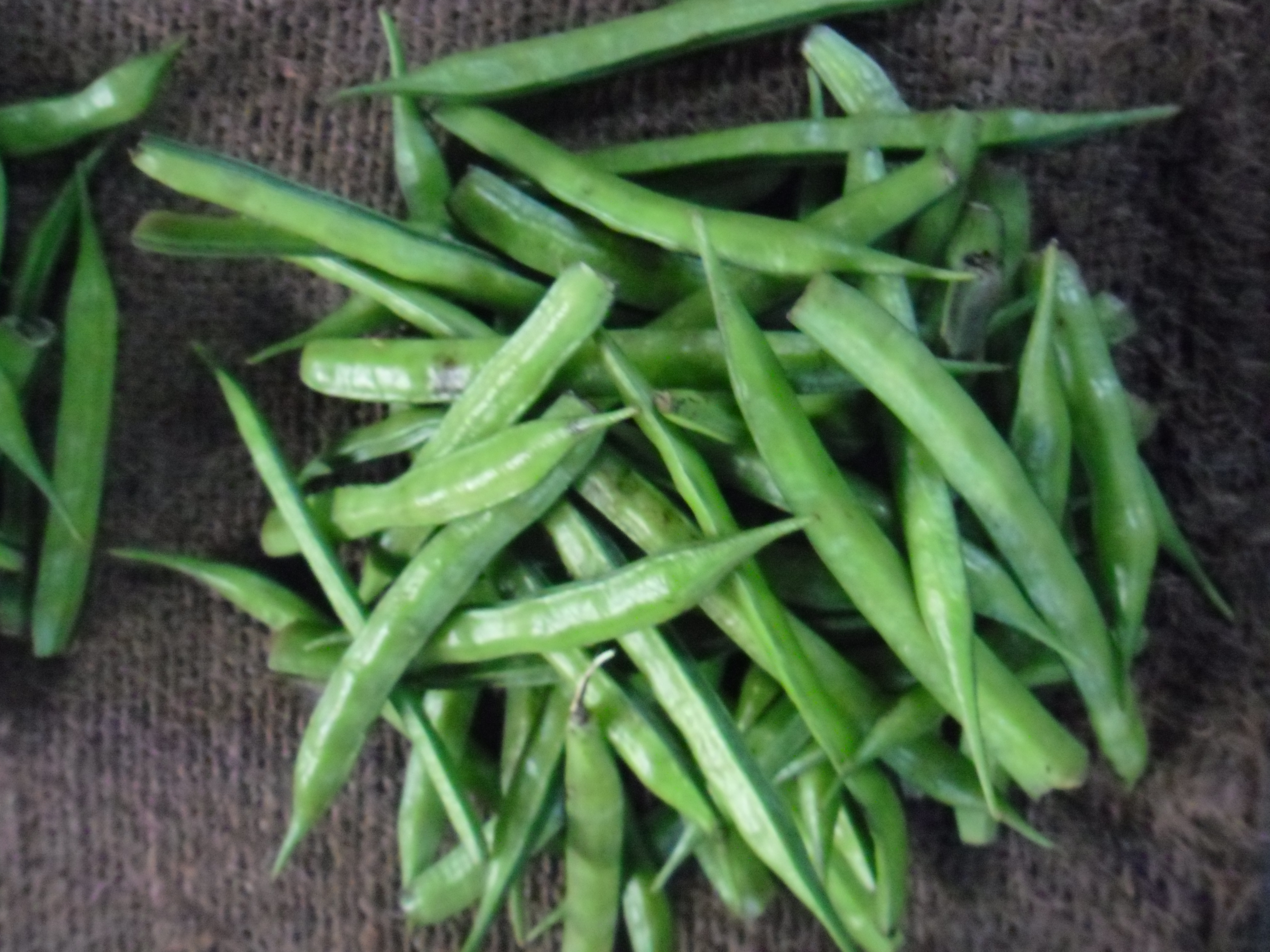
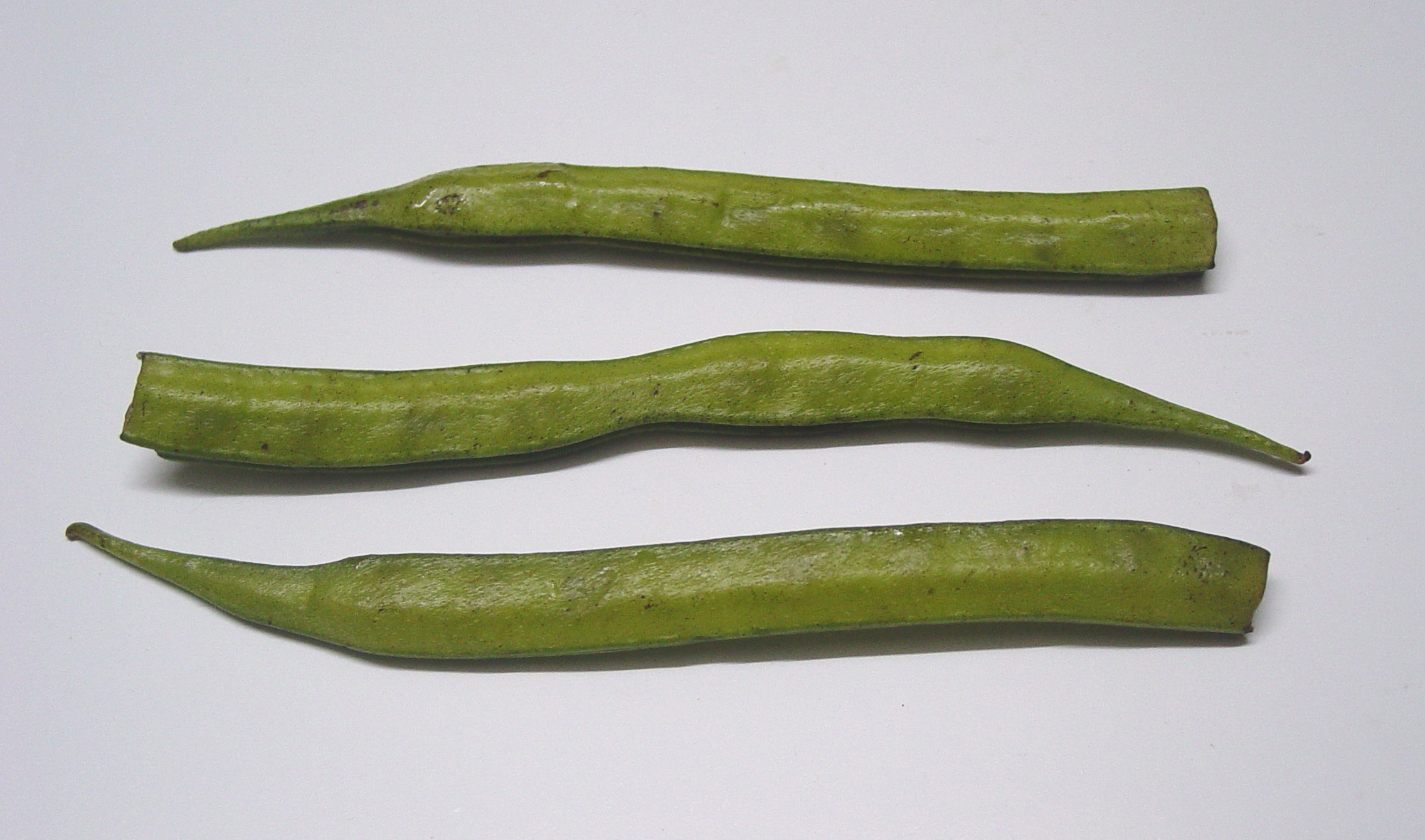
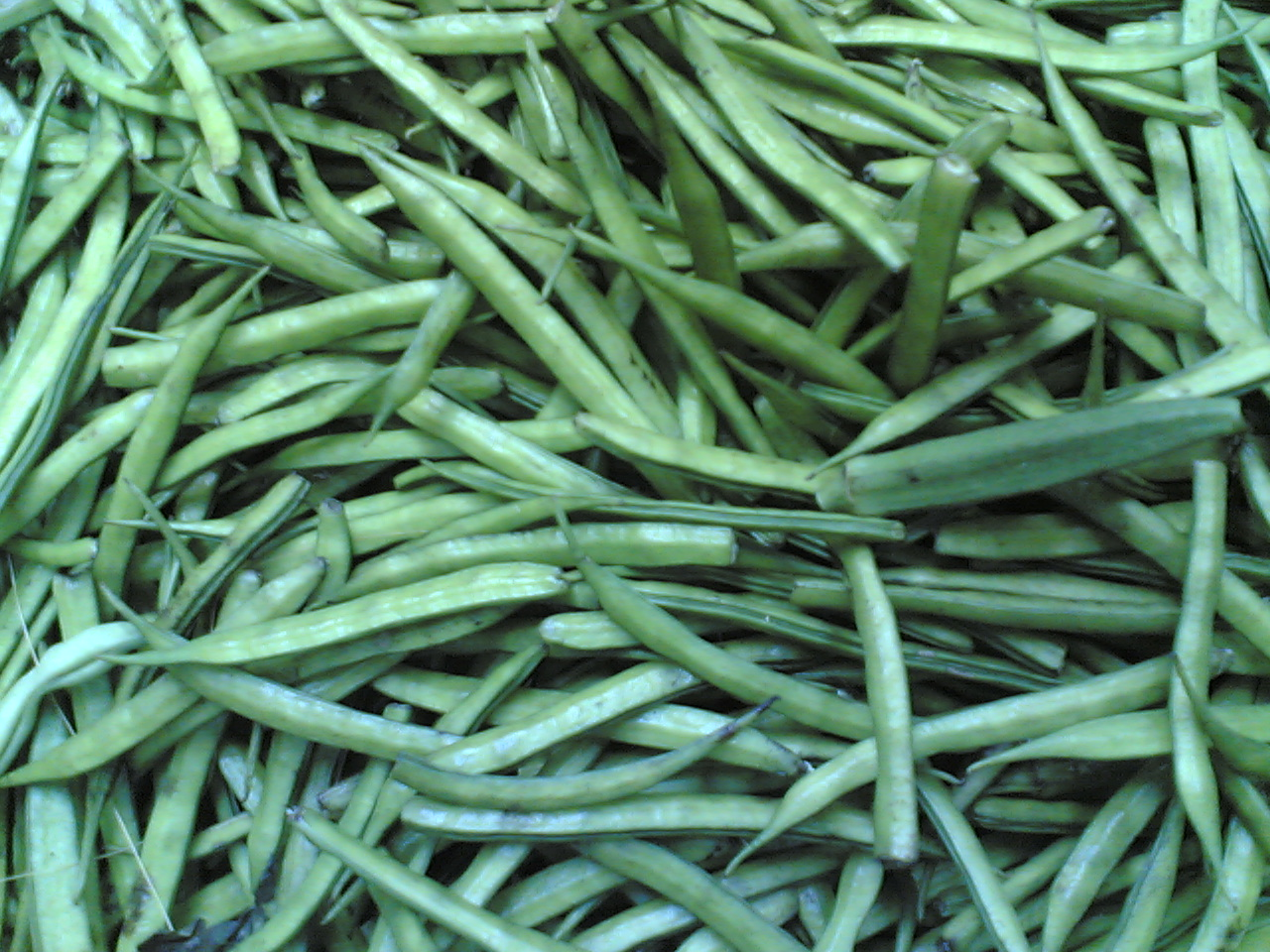
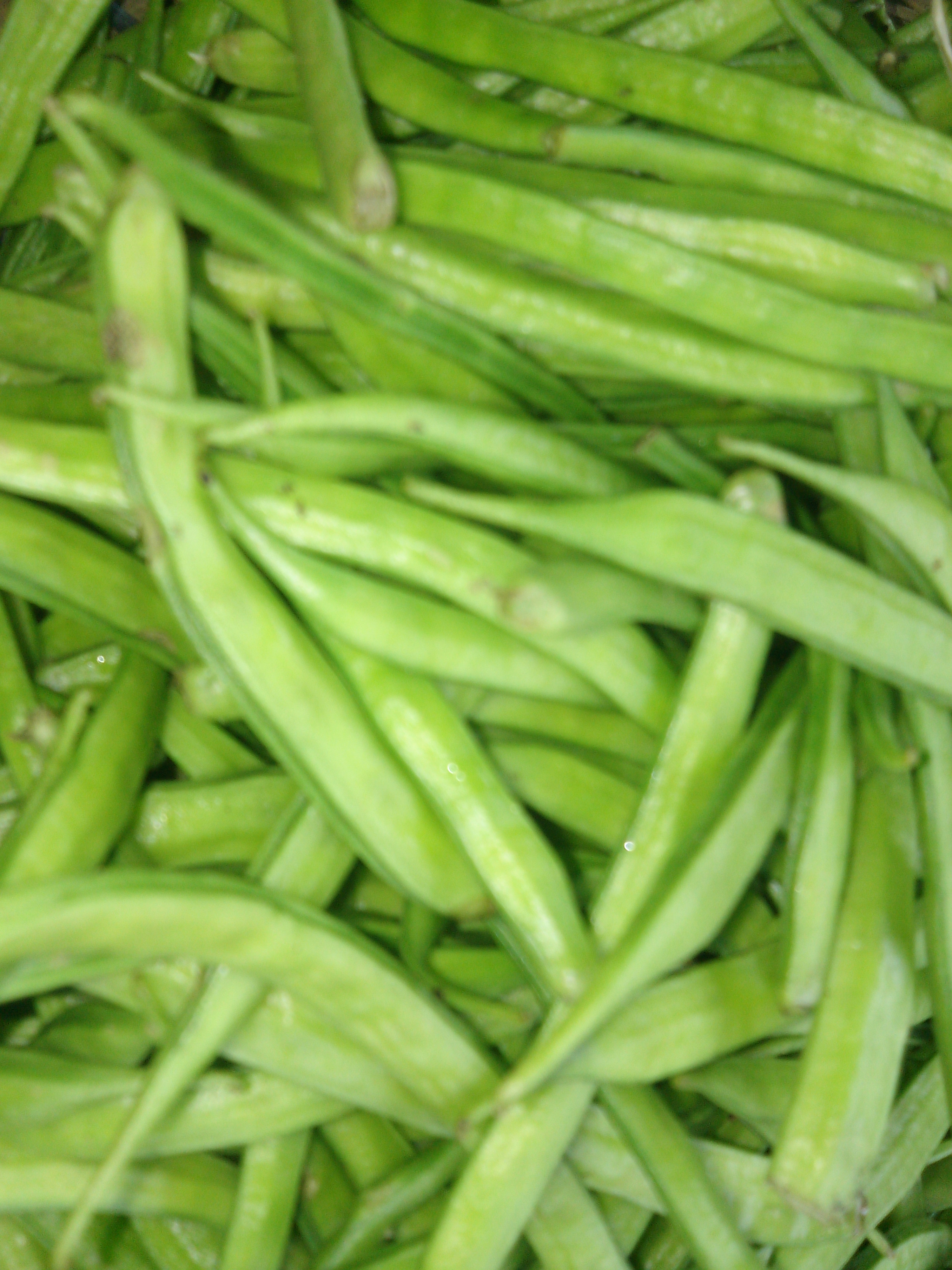